# Limotettix scudderi
Limotettix scudderi är en insektsart som beskrevs av Hamilton 1994. Limotettix scudderi ingår i släktet Limotettix och familjen dvärgstritar. Inga underarter finns listade i Catalogue of Life.